# Idaea insularum
Idaea insularum là một loài bướm đêm trong họ Geometridae.